# Duran Duran
I Duran Duran sono un gruppo musicale new wave e synth pop britannico, formatosi a Birmingham nel 1978.
I Duran Duran hanno venduto oltre centocinquanta milioni di dischi in tutto il mondo, fra album e singoli e piazzato oltre venti singoli nella Billboard Hot 100 nonché una trentina nella Top 40 del Regno Unito. Molto noti sono loro brani quali Hungry like the Wolf, Save a Prayer e A View to a Kill. Furono anche pionieri nell'uso di video musicali all'avanguardia all'inizio degli anni ottanta e vengono spesso documentati i fenomeni di isteria collettiva che causavano durante i concerti. Facevano parte della scena musicale new romantic ed erano i principali artefici della cosiddetta seconda british invasion, termine con cui ci si riferisce a band e artisti britannici che, nel corso del decennio, entrarono nelle classifiche statunitensi, solitamente chiuse alla musica proveniente dall'estero. I Duran Duran furono tra i primi artisti pop a lavorare autonomamente sui propri brani con arrangiamenti complessi e multistrato prima della diffusione dei sintetizzatori digitali e del campionamento musicale, che rese questo genere di arrangiamenti più semplici da usare.
Il gruppo è stato creato da John Taylor, insieme a Nick Rhodes. In seguito, il gruppo vedrà l'avvicendarsi di altri membri e l'ingresso in pianta stabile di Roger Taylor, Andy Taylor e, per ultimo, Simon Le Bon.
Nel 2022 i Duran Duran sono stati inclusi nella Rock and Roll Hall of Fame grazie anche alla cifra record di circa 1 milione di voti ottenuti dai loro fan. Andy non è stato tuttavia presente all'evento, a causa di un tumore allo stadio avanzato.

## Storia

### 1978-1980: Le origini
Il gruppo viene fondato nel 1978 da John Taylor (chitarrista, bassista), Nick Rhodes (sintetizzatore) e Stephen Duffy (voce e basso), compagni di scuola appassionati di artisti glam e synth pop del periodo quali Roxy Music, David Bowie e Ultravox. Il nome del gruppo, suggerito da Taylor, si ispira a quello dello scienziato Dr. Durand Durand (accreditato come Dr. Duran Duran), il personaggio di Milo O'Shea del film di fantascienza Barbarella. La prima esibizione pubblica avviene il 5 aprile 1979, cantando canzoni ispirate a Hemingway, Kerouac e Fitzgerald. Per la seconda esibizione si aggregherà anche Simon Colley su clarinetto e basso. Dopo il terzo concerto, sia Duffy che Colley lasciano il gruppo e Taylor passò definitivamente dalla chitarra al basso. Con l'arrivo di Roger Taylor e del cantante Andy Wickett scrissero e registrarono alcuni pezzi tra cui la primitiva versione di Girls on film, di To the shore e di See me repeat me che poi diventerà Rio. Queste canzoni verranno pubblicate dopo 40 anni da Andy Wickett nel 2019. Nel frattempo, si alternarono altri musicisti nell'organico prima dell'arrivo del chitarrista Andy Taylor e del cantante Simon Le Bon.
Dopo un paio di demo prodotti da Bob Lamb degli UB40 e svariati concerti tra i locali di Birmingham e Londra, il gruppo attirò l'attenzione delle case discografiche fra cui la EMI, la prima da cui vennero scritturati. Sin dall'inizio della loro carriera, i Duran Duran iniziarono a collaborare con stilisti quali Perry Haines, Kahn & Bell e Antony Price, in grado di dare al gruppo un'immagine raffinata ed elegante che recuperava i canoni dei complessi neo romantici dell'epoca. Questa attenzione per l'estetica interessò numerose riviste giovanili e musicali britanniche e americane che iniziarono a ritrarre i loro look puliti e aggressivi allo stesso tempo.

### 1981-1982: i primi due album

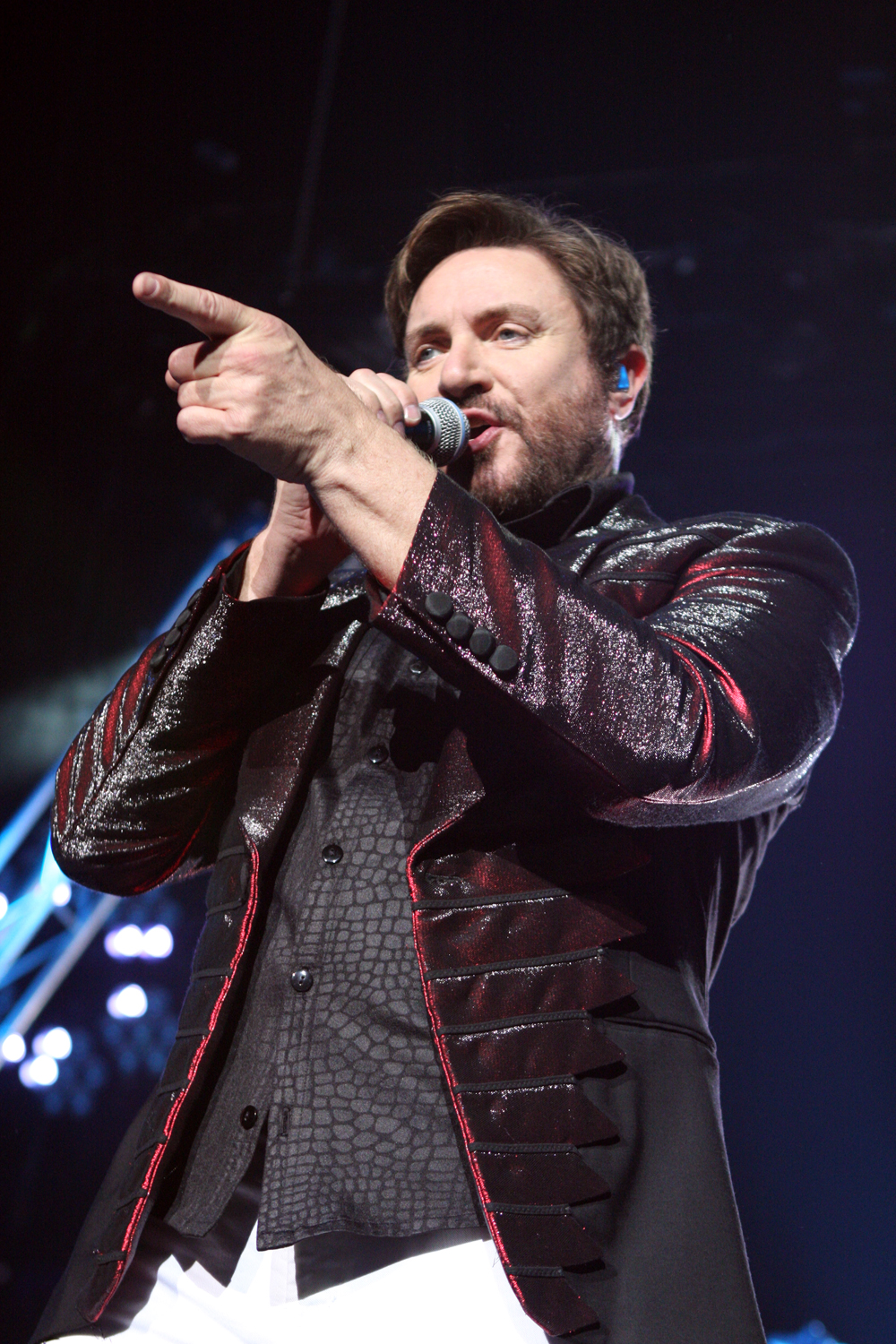
Simon Le Bon nel 2012.

Il primo album omonimo del 1981 fu anticipato da un singolo, Planet Earth che si piazzò in dodicesima posizione nella Top 20 inglese. La canzone divenne la più rappresentativa del "new romantic" in quanto la parola viene citata dal suo testo che recita "some new romantic looking for the tv sound" ("alcuni nuovi romantici che cercano il suono della televisione"). Sebbene il singolo seguente Careless Memories si classificò soltanto al trentasettesimo posto, il terzo, Girls On Film, sancì definitivamente il loro successo piazzandosi al quinto posto della classifica inglese, grazie anche al video per l'epoca insolito e provocatorio che mostrava due donne in topless che lottano fra loro. La regia del video fu realizzata nel mese di agosto dal duo Godley & Creme; solo due settimane più tardi venne lanciato negli Stati Uniti dall'emittente musicale MTV. Giudicato osceno dalle principali reti televisive, venne comunque trasmesso nei nightclub dotati di schermi video. Il successo del brano e del relativo videoclip permise all'album di raggiungere la terza posizione nella Top 20 inglese. Il successo della band interessò il Giappone e l'Australia, senza dovere accollarsi pesanti tour, o promozioni. In questa nazione il singolo Planet Earth salì al primo posto, mentre l'album raggiunse posizioni di notevole successo. In Gran Bretagna Adam Ant e gli Spandau Ballet rivaleggiavano con loro, alternandosi nelle posizioni alte della classifica degli album più venduti.
Verso la fine del 1981 iniziarono il primo tour statunitense, seguito da varie tappe in Germania e in Gran Bretagna. Il secondo tour inglese concise con un'ondata di disordini a causa delle tensioni razziali e dalla disoccupazione, compresi quelli di Moss Side e Toxteth. Il giorno successivo ai disordini di Handsworth suonarono a Birmingham. Dal 1982 in poi, il successo dei Duran Duran avrebbe assunto dimensioni globali. Nel maggio dello stesso anno, pubblicarono il loro album Rio che si piazzò al secondo posto delle classifiche britanniche, supportato da quattro singoli, che raggiunsero la Top-20: My Own Way (numero 14), Hungry like The Wolf (numero 5), Save A Prayer (numero 2) e Rio (numero 9). Nello stesso anno partirono per una serie di tour, in Australia, in Giappone, e infine negli Stati Uniti come supporto ai Blondie. Diana, la Principessa del Galles dichiarò che i Duran Duran erano il suo complesso musicale preferito, e la stampa inglese li soprannominò The Fab Five, ossia i Favolosi Cinque, parafrasando i Beatles dedicando loro numerosissime copertine di riviste, tabloid e quotidiani che li seguivano con attenzione. Inizialmente, Rio non suscitò molto interesse negli Stati Uniti mentre in Gran Bretagna la EMI promuoveva i Duran Duran come complesso dallo stile Neo Romantico: un genere poco popolare negli Stati Uniti. La Capitol promosse il gruppo nel circuito dei club publicando Carnival (1982), un E.P. di versioni estese di brani dagli album Duran Duran e Rio (due brani per ciascun disco) realizzato con la collaborazione di David Kershenbaum. Grazie a questa operazione, i Duran Duran entrarono alcuni mesi più tardi anche nelle classifiche americane. Intanto Rio aveva raggiunto il sesto posto nelle classifiche americane rimanendoci per 129 settimane. Nel 2003 Rio è stato classificato alla sessantacinquesima posizione dei più grandi album di tutti i tempi, ed è considerato tuttora uno degli album maggiormente rappresentativi del decennio degli anni ottanta.

### 1983-1985: Il successo
Il 1983 si aprì per i Duran Duran con la partecipazione alla festa MTV New Year's Eve Rock'n'Roll Ball' della serata di capodanno, cantando Hungry like The Wolf, che con una decisa e incisiva scalata alla classifica Statunitense arrivava fino alla 3ª, e la riedizione del singolo Rio (che centrava la top 20 di Billboard). Il gruppo si promosse in America con l'uscita, nel 1983, di una riedizione del loro primo album includente la nuova
Is There Something I Should Know?. In Inghilterra il brano entrò direttamente alla prima posizione e raggiunse la quarta negli Stati Uniti. Anche l'album che la conteneva entrò nella top ten statunitense ottenendo il disco di platino. Durante la promozione di Duran Duran, Rhodes e Le Bon parteciparono come ospiti principali a MTV, durante il quale incontrarono per caso l'artista e ammiratore Andy Warhol. A Times Square si fermarono per firmare autografi, ma la ressa fu tale che dovette intervenire la polizia per riportare l'ordine pubblico e per decongestionare il traffico bloccato in un immenso ingorgo: fu uno dei primi momenti di isteria collettiva che il gruppo causava durante le apparizioni in pubblico. Nel 1983, il tastierista Nick Rhodes produsse il brano Too Shy per la band inglese Kajagoogoo, mentre, nello stesso anno, Andy Taylor fu il primo dei Duran Duran a sposarsi. Il successo venne anche accompagnato da alcuni eccessi del gruppo fra cui discussi abusi di stupefacenti e spese incontrollate. Spesso seguiti dai giornalisti, vennero inviati dalla loro casa discografica a realizzare il loro terzo album nel sud della Francia. La mancanza di ispirazione dell'isola di Montserrat in cui si trovavano, li spinse a cambiare sede a Sydney per registrare e mixare la nuova uscita discografica Seven and the Ragged Tiger comprendente i successi Union of the Snake, New Moon on Monday e The Reflex. Anche questo album si piazzò nella Top-20 americana. Il video di Union of the Snake, il primo singolo pubblicato, venne messo in onda alla tv esattamente una settimana prima del suo lancio alla radio, creando un precedente che fece scalpore in un momento in cui l'industria discografica temeva che, (parafrasando il titolo di una canzone e relativo videoclip), "i video avrebbero potuto uccidere l'ascolto delle radio" (ovvero Video Killed the Radio Star il maggiore successo dei Buggles). Union of the Snake si piazzò al terzo posto su entrambe le sponde dell'Oceano e fu un successo planetario di grandi proporzioni, così come l'album, che esordì alla numero 1 in Inghilterra e nelle top ten di molti paesi.

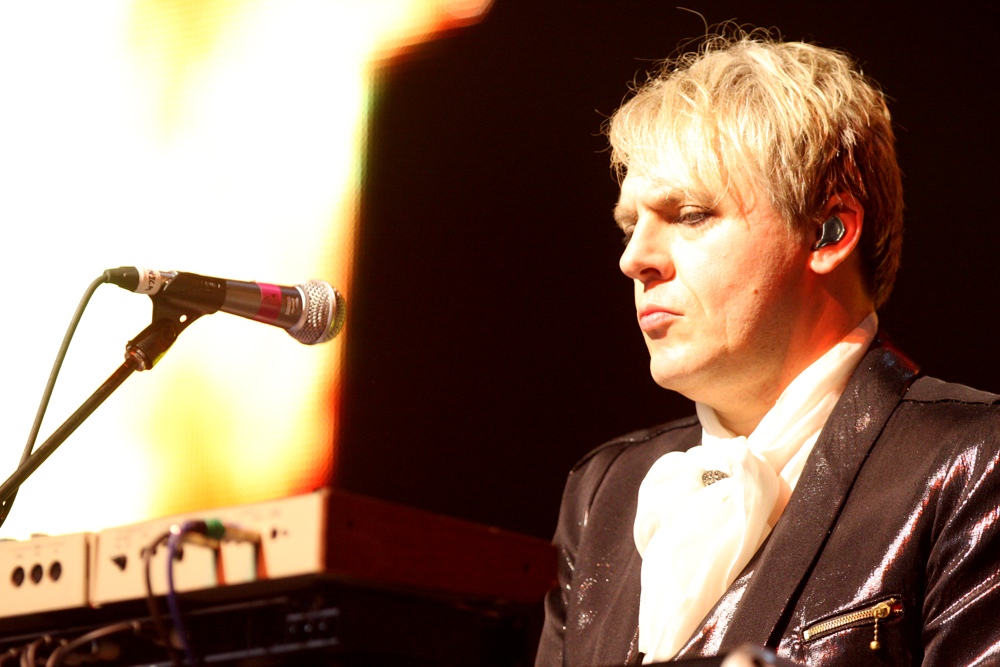
Nick Rhodes nel 2012.

Il complesso iniziò il Sing Blue Silver Tour attorno al mondo, che terminò solo nell'aprile del 1984 e incluse oltre cinquanta date negli Stati Uniti. La band venne attentamente seguita da una troupe cinematografica diretta dal registra Russell Mulcahy. Il risultato fu il film-documentario Sing Blue Silver, associato al film concerto As the lights go down. I film mostrano entrambi stralci di musica dal vivo, i lavori di preparazione di un concerto, momenti dietro le quinte, comprese le difficoltà del viaggio, gli scherzi e i giri turistici del complesso.
Nel febbraio 1985 apparvero sulla copertina della rivista Rolling Stone che li definì la band più famosa del mondo e vinsero due Grammy Award nelle nuove categorie dedicate ai video musicali: Grammy Award for Best Long Form Music Video e Grammy Award for Best Short Form Music Video. Durante il tour venne registrato il video del singolo The Reflex che pubblicato nella primavera del 1984 in una versione remix prodotta da Nile Rodgers, si piazzò al numero 1 sia in Inghilterra sia negli USA rimanendoci per quattro settimane.
A questo punto i membri del gruppo si concessero una pausa; rimanendo tuttavia a Londra e senza rimanere indifferenti agli occhi del pubblico e dei giornali soprattutto quando Roger Taylor contrasse matrimonio a Napoli e quando Nick Rhodes celebrò il suo a Londra.
L'album dal vivo Arena venne registrato durante il tour, e fu lanciato alla fine del 1984 assieme al singolo inedito "The Wild Boys", che raggiunse la 2ª posizione su entrambe le sponde dell'Atlantico; il singolo era accompagnato da un video futuristico che richiamava atmosfere alla Mad Max e che fece storia diventando uno dei marchi di fabbrica della band; il video venne girato da Russel Mulchahy nell'ambito del film concerto Arena, un progetto molto sofisticato che non diede i risultati sperati. L'album live Arena scalò le classifiche mondiali, arrivando alla numero 4 negli USA dove divenne immediatamente doppio disco di platino. Pubblicarono anche una riedizione live del singolo Save a Prayer solo per il mercato americano, portando il singolo fino alla numero sedici in classifica.
Alla fine del 1984 parteciparono al progetto di beneficenza Band Aid assieme ad altre celebrità come Sting, George Michael, Boy George, Bono, Paul Young e Paul Weller.

### 1985: La scissione
Il 9 febbraio del 1985 la band partecipò al Festival di Sanremo come superospite. Poi i Duran Duran decisero di prendersi una pausa. John e Andy Taylor fondarono con Robert Palmer e Tony Thompson i Power Station. Il periodo di gestazione dell'album The Power Station fu caratterizzato da uno stile di vita votato agli eccessi, con John Taylor profondamente dipendente dalla cocaina; anche la realizzazione dell'album rifletteva questo stile, in quanto l'intera operazione venne a costare un'immensa quantità di denaro dovuta ai capricci dei membri del gruppo. Nello stesso periodo Le Bon e Rhodes formarono gli Arcadia, assieme a Roger Taylor, meno commerciali e più raffinati dei Duran Duran. Il loro album So red the rose venne registrato principalmente a Parigi con grandi costi per la sua realizzazione. La stampa inglese mise sempre più in cattiva luce lo stile di vita dei cinque. Nonostante ciò, sia i Power Station che gli Arcadia produssero alcuni brani di successo.
I Duran Duran si riunirono momentaneamente per contribuire alla colonna sonora del film di James Bond Agente 007 - Bersaglio mobile, A View To A Kill. Rimane tuttora l'unico brano tratto dalle colonne sonore della serie di 007 a essere diventato numero uno nelle classifiche statunitensi; il singolo divenne una mega hit mondiale e arrivò alla numero due nelle classifiche inglesi. Per il brano fu girato un video in stile spionistico ambientato sulla Tour Eiffel. Le Bon conclude il video parafrasando una delle frasi della famosa spia: "Bon, Simon Le Bon" (The name's Bond, James Bond).
In seguito il gruppo partecipò all'iniziativa Live Aid, un concerto di beneficenza che si svolse contemporaneamente allo stadio di Wembley, a Londra, e al John F. Kennedy Stadium di Filadelfia il 13 luglio 1985. Al concerto del JFK Stadium, nel quale si esibirono i Duran, parteciparono novantamila persone e fu visto, si stima, da un miliardo e mezzo di spettatori televisivi. Questa esibizione si rivelerà poi l'ultima per i Fab Five, fino al luglio del 2003. Non era comunque nelle loro intenzioni considerarlo come un concerto d'addio.
Nell'agosto del 1985, durante una gara di yachting, la Fastnet race, a cui Le Bon partecipava con il suo "Drum" nel cui equipaggio erano compresi anche i manager della band, la barca si capovolse in mare e Simon Le Bon insieme ad altri membri dell'equipaggio rimase imprigionato sott'acqua nello scafo per almeno un'ora, attirando l'attenzione di tutta la stampa mondiale.
Successivamente Le Bon sposò la modella Yasmin Parvaneh.

### 1986-2000: La nuova fase
A causa dei ritmi sfrenati a cui si era finora sottoposto, il batterista Roger Taylor si ritirò nella campagna inglese a tempo indeterminato. Al contempo il chitarrista Andy Taylor aveva deciso di interrompere l'attività musicale con loro, contribuendo soltanto a realizzare qualche brano per il seguente album Notorious, uscito nel mese di novembre del 1986. Verrà sostituito da Warren Cuccurullo, ex chitarrista dei Missing Persons. Il brano Notorious raggiunse la settima e la seconda posizione rispettivamente sul mercato britannico e statunitense, ma l'album fu il disco meno venduto della band fino ad allora. Il secondo singolo estratto da Notorious, Skin Trade, divenne con il tempo un classico tra i più amati dai fan della band, ma al momento della pubblicazione nel 1987 fu il primo singolo dei Duran a non raggiungere la top twenty inglese e americana dopo quattro anni.

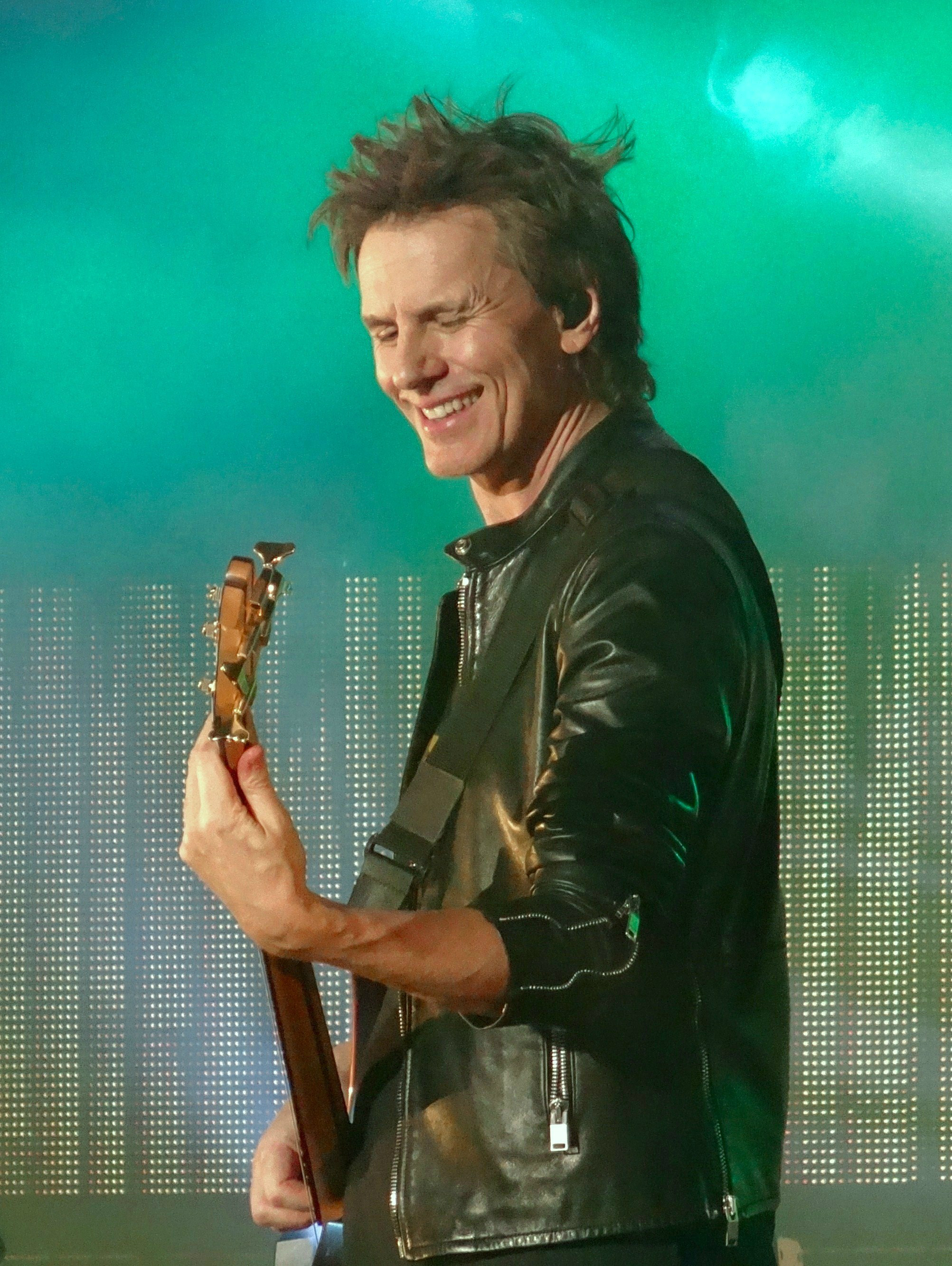
John Taylor nel 2015.

In quel periodo realizzarono un documentario in bianco e nero chiamato Three to Get Ready, in cui i tre membri rimasti ripercorrevano la loro carriera e riflettevano sul loro futuro, e pochi mesi dopo pubblicarono la VHS Working for the Skin Trade, che riprendeva il concerto tenuto a Rio de Janeiro durante l'ultimo tour.
L'album successivo Big Thing del 1988 era più sperimentale rispetto alle pubblicazioni finora uscite del gruppo, con contaminazioni dall'hip-hop e dalla acid house music. Fu il primo album della carriera dei Duran Duran a non raggiungere il milione di copie vendute negli Stati Uniti, fermandosi al disco d'oro. Comprendeva i singoli I Don't Want Your Love, che divenne un successo in Europa e arrivò al numero 4 negli Stati Uniti, All She Wants Is, che riscosse successo in patria (numero 9) e nelle classifiche europee (ma venne ignorato dal pubblico americano) e Do You Believe In Shame?. Dopo sei mesi di tour attorno al mondo a suonare Big Thing, Cuccurullo e il batterista Sterling Campbell furono considerati ufficialmente membri dei Duran Duran.
Verso la fine del 1989 lanciarono una raccolta dei loro più grandi successi intitolato Decade, insieme al remix Burning The Ground, un mix di ritagli intrecciati di successi dei dieci anni precedenti. Il singolo ebbe scarso successo, ma l'album fu uno dei più venduti della band.
La casa discografica abbandonò la promozione del seguente Liberty (1990) sospendendo la pubblicazione di un terzo singolo dopo il flop di Serious, e per la prima volta i Duran Duran non sostennero il loro album con un tour, esibendosi solo in una manciata di club, in diversi talk-show e varietà televisivi.
Sterling Campbell lasciò la band all'inizio del 1991, passando con i Soul Asylum e David Bowie. Alla fine dell'anno John Taylor sposò l'attrice e modella Amanda De Cadenet. Negli anni novanta esordirono nella pubblicità con Vivienne Westwood e nel 2000 con Giorgio Armani. Pur mantenendo il proprio controllo creativo, hanno lavorato per diversi anni a fianco del designer grafico Malcom Garrett per realizzare le copertine degli album e i programmi dei tour.
Agli inizi degli anni novanta la nascita di internet alimentò nuovamente la popolarità del gruppo. Molti dei vecchi fan li riscoprirono attraverso Usenet, contribuendo alla crescita di diverse mailing list e website.
Nel 1993 la band lanciò un secondo album con lo stesso nome del gruppo Duran Duran, informalmente conosciuto come The Wedding Album (la reinterpretazione era di Nick Egan, e riproduceva le foto del matrimonio dei genitori dei componenti della band), nome usato per distinguerlo dall'esordio del 1981. Fu un inatteso successo commerciale e di critica come confermano la quarta posizione raggiunta in Gran Bretagna e la settima negli Stati Uniti. I due brani più famosi in esso contenuti sono Ordinary World, vincitore del Ivor Novello Award, per il miglior testo e Come Undone. Il primo raggiunse la terza posizione nelle classifiche americane e la sesta di quelle inglesi mentre Come Undone raggiunse la 7ª posizione negli Stati Uniti e la 13ª in Gran Bretagna. All'album seguì una grande tournée mondiale che comprendeva tappe in Medio Oriente, Sud America, sud est asiatico e Sudafrica.
Tuttavia la ripresa della popolarità del gruppo fu ancora una volta frenata; questa volta a causa delle vicissitudini avvenute durante la realizzazione dell'album Thank You. Alcune canzoni furono registrate in studi presi in affitto con l'intento di avere l'album pronto per essere lanciato appena finito il tour. L'album fu terminato nel 1995, ma la band fu insoddisfatta del trattamento da parte della casa discografica e dalle strategie di promozione. White Lines vedeva partecipare gli originali autori in persona, ovvero Grandmaster Flash and the Furious Five, mentre Perfect Day si avvalse della partecipazione del batterista Roger Taylor, tornato occasionalmente con la band per alcune sessioni di registrazione dell'album. Lou Reed affermò in un video promozionale per la stampa che l'abilità creativa dei Duran Duran aveva prodotto la migliore cover di una delle sue canzoni, e anche Bob Dylan apprezzò la loro versione della sua Lay Lady Lay. La title track venne inoltre inserita nell'album-tributo ai Led Zeppelin, Encomium. Tuttavia, l'album, e in particolare brani come 911 Is A Joke, Ball Of Confusion e Crystal Ship furono oggetto di critiche molto severe. Negli Stati Uniti divenne disco d'oro, e in patria entrò alla numero 12. Verso la fine del 1995 il complesso fu costretto a un tour estivo per il festival delle stazioni radio.
Alla fine del tour John Taylor cofondatore dell'etichetta B5 Records, registrò un album da solista, e fondò un supergruppo chiamato Neurotic Outsiders; Taylor tentò anche di ricompattare i Power Station, ma il progetto proseguì senza di lui al momento in cui dovette più preoccuparsi del suo divorzio dalla moglie e della disintossicazione dalla cocaina.
Infine, nel gennaio del 1997, dopo avere registrato quattro brani per il successivo Medazzaland, John Taylor annunciò a una convention di fan che avrebbe lasciato i Duran Duran. L'uscita dal complesso ridusse la band a due soli membri originali, Rhodes e Le Bon, più Cuccurullo, ma il trio decise di continuare comunque.
Il complesso si concentrò sulla registrazione e la rielaborazione di molti brani per l'album Medazzaland. Era un ritorno alla sperimentazione di Big Thing, in un complicato intreccio tra chitarre ed elaborazioni vocali. Il brano Out Of My Mind venne utilizzato come colonna sonora del film Il Santo (The Saint), ma l'unico singolo lanciato negli Stati Uniti fu Electric Barbarella, che divenne anche il primo singolo digitale venduto on-line. Il video era caratterizzato dalla presenza di un robot sexy, con il quale si trastullavano i membri della band, e venne censurato prima di andare in onda su MTV. Barbarella raggiunse la cinquantaduesima posizione nella classifica statunitense. Il 27 giugno 1998 il gruppo suonò in onore dalla Principessa Diana, su richiesta della sua famiglia. Sebbene Medazzaland fosse stato lanciato negli Stati Uniti nell'ottobre 1997, non venne mai pubblicato in Gran Bretagna, a causa dello scarso interesse per la band, ma anche per una particolare politica di alcuni dirigenti della EMI, che volevano i Duran Duran impegnati a registrare Electric Barbarella, disponibile per 99 centesimi su Internet, prima che venisse lanciata attraverso i normali canali distributivi: un tentativo di stare al passo con i cambiamenti della tecnologia.
Un anno dopo il brano fu incluso nella compilation Greatest, e a ruota ripubblicato come singolo anche in Inghilterra, raggiungendo la ventitreesima posizione nel gennaio seguente. Nel 1999 il gruppo si separa dalla Capitol/EMI per firmare un effimero accordo con la Disney Hollywood Records per la produzione di tre album, che sopravvisse solo grazie alla scarsa accoglienza riservata, nel 2000 all'album Pop Trash criticato dai fan per i suoi ritmi insolitamente lenti, lontani dai loro standard. Il titolo traeva ispirazione da Pop Trash Movie, canzone scritta originariamente da Rhodes e Cuccurullo durante una session precedente per i Blondie. L'onirico singolo Someone Else Not Me, venne trasmesso via radio per solo due settimane, senza praticamente entrare in classifica. Fu il primo singolo con un video interamente prodotto in animazioni create con il software Macromedia Flash. Pop Trash fu un flop commerciale, questo sebbene il tour che ne seguì fu un ottimo successo.

### 2001-2018: la Reunion del nuovo millennio
Nel 2001 i cinque membri originali della band decisero di tornare insieme, dopo quindici anni di separazione. La conferma ufficiale di tutto avvenne nel maggio del 2001, dove Cuccurullo annunciava il suo addio ai Duran Duran alla fine del Global Pop Trash Tour per tornare con la sua vecchia band, i Missing Persons, e che John, Roger e Andy Taylor, rientravano a fare parte della formazione.
I riuniti Duran Duran cominciarono di nuovo a provare insieme finendo con l'affittare una casa a Saint-Tropez per lavorare a del nuovo materiale, e avvalendosi dell'apporto di Nile Rodgers. Nick Rhodes ritrovò il cofondatore del gruppo Stephen Duffy per formare i The Devils e pubblicare Dark Circles, album di materiale basato sulle prime registrazioni del gruppo nel 1978, e ritrovate per caso dallo stesso Duffy. Poi Rhodes, Le Bon e Rodgers contribuiscono al disco dei Dandy Warhols, e John Taylor collabora con James Angell. Annunciarono anche il loro ritorno a esibirsi dal vivo.
Nel luglio del 2003 iniziarono un breve tour per festeggiare il loro venticinquesimo anniversario, in Giappone, in California e in Nevada. Anche il Roxy Theatre a Los Angeles e il The Ritz a New York, li vide protagonisti per alcuni concerti.

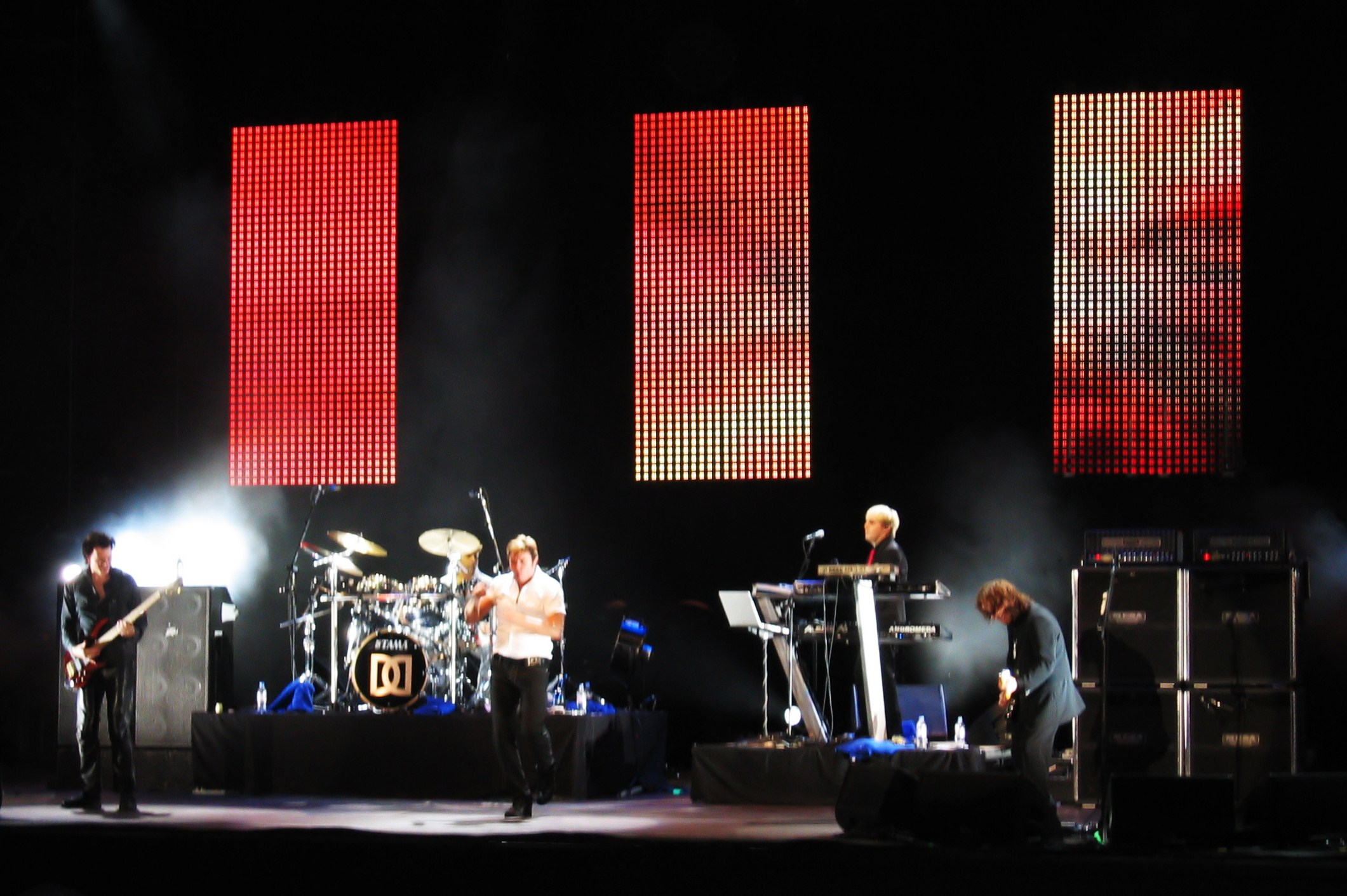
La band in concerto nel 2005 all'Arena di Verona.

In agosto, intervenuti per presentare la trasmissione MTV Video Music Award, su MTV, furono insigniti del Lifetime Achievement Award. Un analogo premio lo ricevettero in ottobre, dalla rivista Q Magazine, mentre al Brit Award ricevettero l'Outstanding Contribution Award e suonarono dal vivo un set di dieci minuti (comprendente i brani Hungry like the wolf, Ordinary world e The Wild boys). La settimana seguente il loro album Greatest raggiunse la quarta posizione della classifica inglese e divenne doppio disco di platino. Suonarono anche in Australia e in Nuova Zelanda assieme a Robbie Williams. La band fu anche chiamata a una festa privata della Microsoft e al trentottesimo Super Bowl. La loro esecuzione di The Wild Boys prima dell'inizio della partita venne seguita da milioni di persone in tutti gli Stati Uniti.
Nel febbraio del 2004, durante lo show TV Queer Eye, venne lanciato il remix del nuovo brano (Reach Up For The Sunrise). Gli ospiti del programma ribattezzarono i Duran Duran come il primo complesso metrosessuale. Dall'aprile del 2004 celebrarono poi il loro ritorno in patria, con diciassette concerti, di cui cinque date sold-out alla Wembley Arena.
Infine, nel giugno del 2004, con più di trentacinque brani completati, firmarono un contratto per quattro album, con la Epic Records (Sony/BMG), il primo dei quali è il Astronaut, prodotto da Don Gilmore e Dallas Austin. Lanciato nell'ottobre 2004, raggiunse la terza posizione nelle classifiche inglesi, e la diciassettesima in quella statunitense. Il primo singolo dell'album fu proprio Sunrise che nel novembre 2004 raggiunse il primo posto nella Billboard U.S. Dance Chart e il quinto nella classifica dei singoli inglesi. Fu la posizione di maggior successo raggiunta da un singolo dal 1985, dopo A View To A Kill. Un secondo singolo, What Happens Tomorrow, raggiungeva la numero 11 in Inghilterra e la numero 2 nella Billboard Dance Chart.
Nel febbraio del 2005 prese avvio un tour mondiale, il più lungo nella carriera della band, con otto settimane negli stati del Nord America, e una trentina di concerti in tutta Europa tra cui l'Italia. Il 2 luglio 2005 tornarono di nuovo a Roma per partecipare al Live 8, sorta di seguito del Live Aid tenutosi venti anni prima e organizzato ancora da Bob Geldof. Seguirono altre due settimane di concerti in Nord America, e alcune date in Giappone. Dopo l'estate cominciarono a lavorare su nuove canzoni, esibendosi a un evento di beneficenza a San Francisco e registrando una reinterpretazione di Instant Karma di John Lennon per una campagna di Amnesty International.
A novembre viene pubblicato il libro fotografico retrospettivo Duran Duran Unseen dedicato all'era new romantic, e il DVD Live from London, che ritrae la band all'apice del suo spettacolare tour inglese dell'anno precedente. Tornarono poi a esibirsi a dicembre in Argentina, Danimarca, Norvegia, Belgio, Lussemburgo e tappe finali in Gran Bretagna.
Nel mese di febbraio del 2006, in occasione dei XX Giochi Olimpici Invernali di Torino, i Duran Duran si esibiscono al Medals Plaza di Piazza Castello ottenendo il tutto esaurito. A marzo il DVD di Live from London viene certificato disco d'Oro dalla RIAA. A maggio viene pubblicata la compilation Only After Dark, dove Nick Rhodes e John Taylor, fondatori della band, selezionano brani di David Bowie, Bryan Ferry, Brian Eno, Kraftwerk e altri personaggi che influenzarono l'identità musicale del gruppo. I Duran Duran annunciarono poi la nascita di Second Life, un universo parallelo in cui vivono gli alter ego virtuali dei suoi membri. Tra giugno e luglio, il frontman Simon Le Bon compone assieme all'amico e socio Nick Wood una nuova canzone, Nobody Knows, pubblicata ad agosto come singolo digitale su iTunes Store Japan. Nello stesso mese i Duran Duran si esibiscono a Monte Carlo, ma è un concerto privato a Hong Kong il 13 settembre a farsi notare per la non specificata presenza sul palco del chitarrista di rimpiazzo Dominic Brown al posto di Andy Taylor.

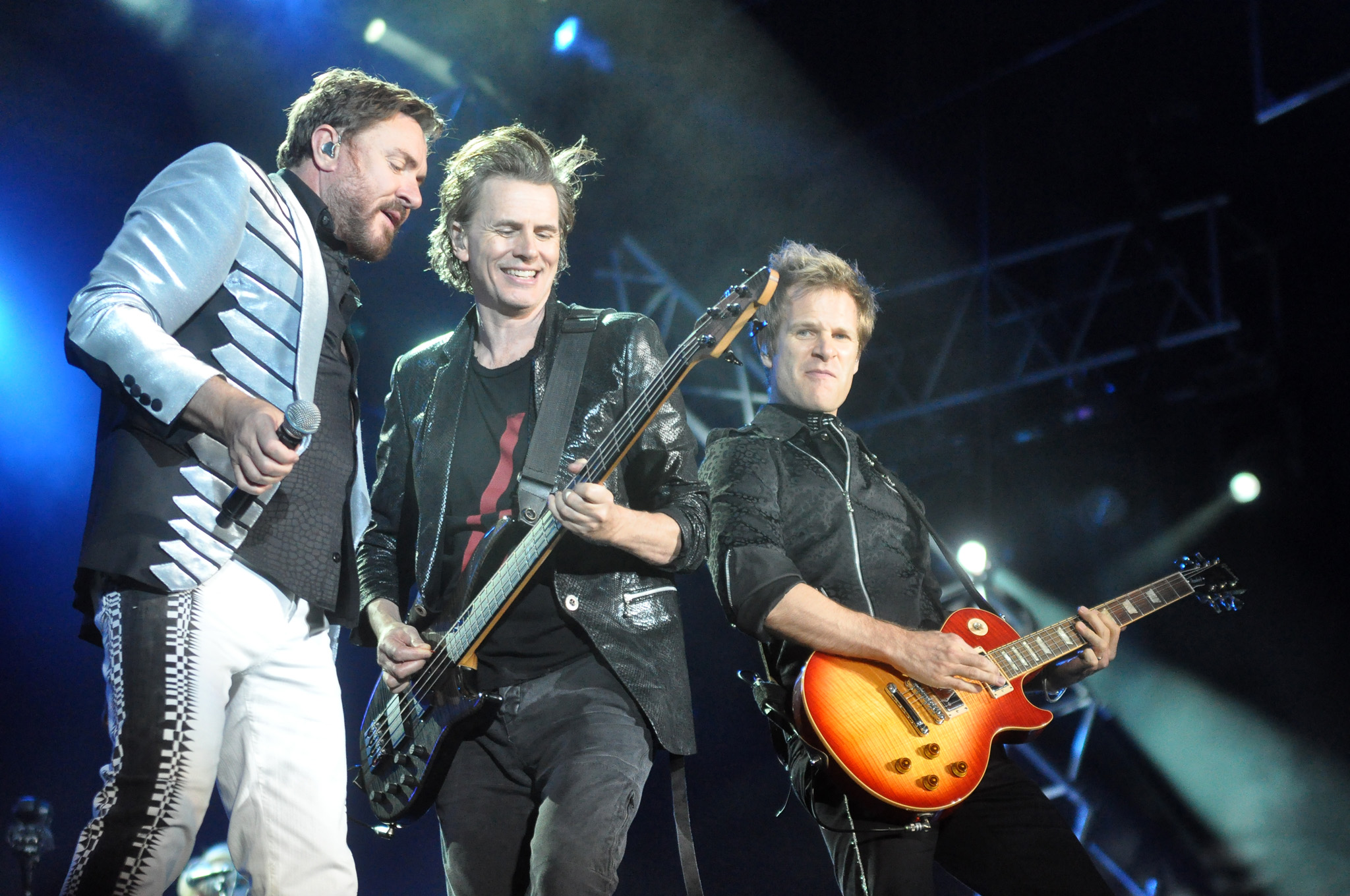
I Duran Duran live nel 2012 con il nuovo chitarrista Dom Drown (a destra).

Nel frattempo i Duran Duran composero quindici brani con il produttore Michael Patterson; tuttavia il risultato di queste sessioni, provvisoriamente intitolato Reportage e definito come un entusiasmante "ritorno alle origini", non incontrò il gradimento della casa discografica e il gruppo decide di collaborare con differenti produttori come Timbaland e altri artisti come Justin Timberlake registrando tre nuove canzoni nel settembre del 2006. Poco dopo viene intrapreso un mini tour nell'Europa dell'est e negli Stati Uniti, e Taylor, che non si presentò alle sessioni dell'album, venne sostituito da Dom Brown. Il 25 ottobre viene però sancito il secondo e definitivo divorzio tra lo stesso Taylor e i Duran Duran: il comunicato stampa emanato dai quattro parla di insanabili divergenze reciproche mentre Andy Taylor chiarirà che all'epoca egli soffriva di una dipendenza dall'alcool e una depressione riconducibile alla morte del padre.
Tra gennaio e giugno 2007 vennero completate le incisioni finali ai Metropolis Studios di Londra assieme al produttore statunitense Nate Hills e al tecnico del suono Jimmy Douglass. L'album, intitolato Red Carpet Massacre, venne accolto da recensioni particolarmente favorevoli. Tra le canzoni ci sono Nite Runner (con Timbaland e Timberlake), il singolo Falling Down, scritto con Timberlake, e Skin Divers (con Timbaland). I Duran Duran si sono poi esibiti alle celebrazioni dell'America's Cup Match Party a Valencia in Spagna, e inoltre al Concert For Diana, evento di beneficenza per commemorare Lady Diana, tenutosi allo stadio di Wembley il 1º luglio 2007, e all'evento global-musicale di Al Gore per salvare il clima del pianeta, il Live Earth di Londra, il 7 luglio 2007. Nonostante gli ottimi riscontri dal vivo, le vendite di Red Carpet Massacre risultarono però deludenti.
Nel febbraio del 2008 i Duran Duran hanno partecipato in qualità di ospiti al Festival di Sanremo, eseguendo Falling Down, e a marzo hanno intrapreso il loro nuovo tour mondiale con date in Asia, Nord America ed Europa, tra cui anche l'Italia. Nel frattempo sono stati distribuiti alcuni singoli promozionali di Skin Divers, tra cui uno realizzato con Matt Helders, batterista degli Arctic Monkeys. In estate il video di 'Rio' viene votato dagli spettatori mondiali di MTV come "più grande video di tutti i tempi".
Da metà gennaio il gruppo torna in studio per scrivere nuovo materiale, stavolta con la effettiva presenza in studio di Dom Brown. Dopo le prime sessioni e la registrazione di una puntata a loro dedicata per "Songbook", documentario del canale britannico Sky Arts, viene annunciato l'arrivo del produttore Mark Ronson. Ronson inviterà a unirsi al gruppo per un paio di giorni anche Nick Hodgson, batterista e coautore dei Kaiser Chiefs battezzando le sessions come "il loro migliore materiale da quindici anni". Il 27 marzo Simon Le Bon annuncia ufficialmente la rescissione del rapporto con la Sony Music. I Duran Duran si esibiscono per alcune date negli Stati Uniti, a San Pietroburgo e guidano il Lovebox Festival a Londra. Nel frattempo vengono composti una ventina di nuovi pezzi, per quello che lo stesso cantante del gruppo definisce "Modern English Rock", e alcune fasi di lavoro del nuovo album sono rese pubbliche su YouTube. A settembre Simon Le Bon presta la sua voce a Beds Are Burning, tema per la campagna internazionale a tutela del clima 'TckTckTck', e vengono pubblicate delle ristampe di album dal periodo EMI.

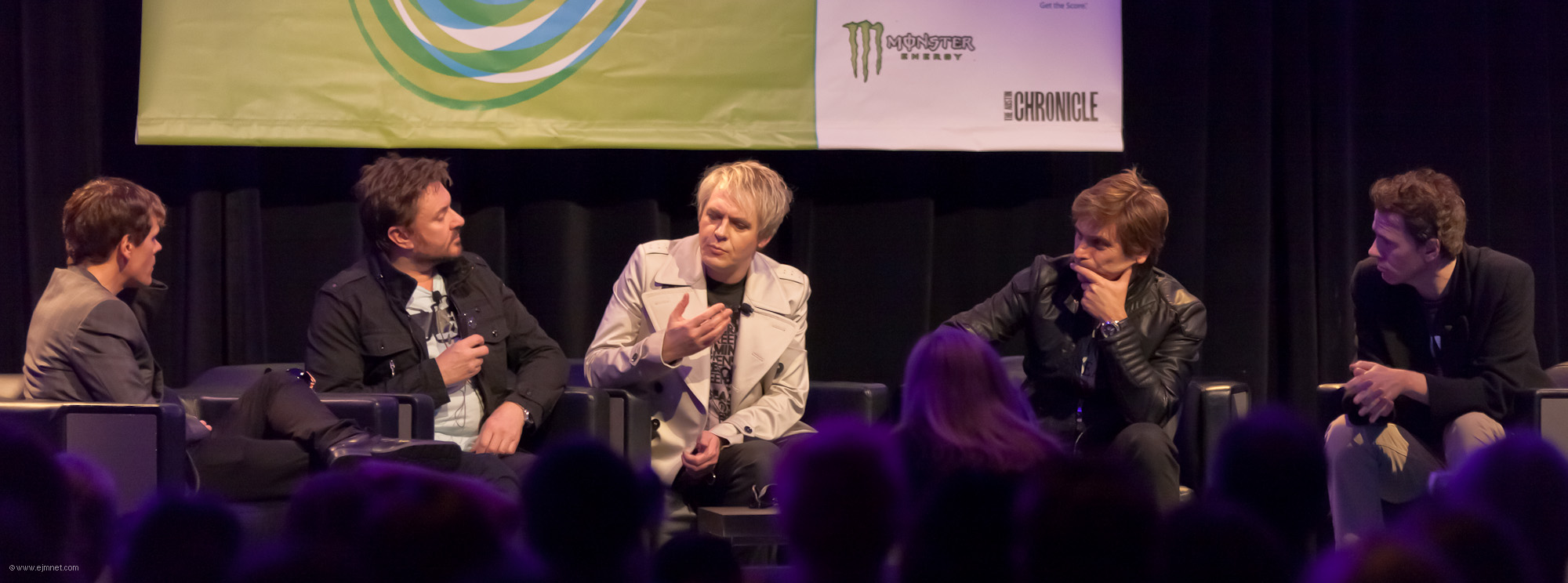
Nel 2011 durante un'intervista al SXSW Festival a Austin.

Nel 2010 i Duran Duran annunciarono la partecipazione a un album tributo a David Bowie, con un rifacimento di Boys Keep Swinging, poi Simon e Nick contribuiscono a Record Collection, nuovo album di Ronson, esibendosi con lui anche dal vivo; John partecipò a brani degli Swahili Blone e Danimals; Roger fa DJ set per il mondo e il gruppo effettua alcune esibizioni private. Parallelamente le sessioni di registrazione si avviano al termine e a luglio è lo stesso Ronson a trasmettere in anteprima alcuni secondi di Blame The Machine dalle frequenze del suo programma radiofonico. Nick Rhodes menziona altre nuove canzoni come King of Nowhere e Safe, che vedrà la partecipazione vocale di Ana Matronic degli Scissor Sisters. In occasione del Duran Duran Appreciation Day, il 10 agosto, il gruppo pubblicò sul suo sito ufficiale anche l'anteprima strumentale di un'altra nuova canzone, Runaway, e svelò i titoli di altri brani quali All You Need Is Now: primo singolo tratto dall'omonimo album, pubblicato in esclusiva digitale su iTunes Store il 21 dicembre 2010, e in CD, vinile e versioni speciali a febbraio 2011. Le Bon annunciò intanto una sua collaborazione a un progetto musicale con Isabelle Adjani.
L'uscita di "All You Need Is Now" su iTunes venne accolta da un ottimo riscontro di vendite. In poche ore l'album svettò al primo posto delle classifiche di vendita generali in otto nazioni (Italia, Germania, Canada, Spagna, Portogallo, Grecia, Finlandia e Belgio) e al secondo posto di vari mercati (Stati Uniti, Gran Bretagna, Giappone e Australia). Secondo le classifiche Top 10 Pop Albums di iTunes, la band raggiunse il primo posto in 15 nazioni (oltre a quelle già citate anche in Olanda, Austria e Lussemburgo). Recensioni entusiastiche apparvero sulla stampa di tutto il mondo e l'album venne a più riprese esaltato come il loro miglior lavoro dai tempi di Rio, e insieme il suo seguito ideale. Dopo alcune date dell'All You Need Is Now Tour, che comprendono anche l'Italia. Le Bon perde improvvisamente sei semitoni dalla sua gamma vocale e i Duran Duran sono così via via costretti a cancellare tutte le date europee e stagionali del tour in attesa del suo completo recupero. L'appuntamento con il pubblico, però, è solo rinviato; il gruppo ha infatti ripreso il tour che è durato da settembre 2011 fino all'agosto del 2012 tra cui anche l'Italia.
Dall'inizio del 2013 i Duran Duran hanno cominciato a lavorare al loro quattordicesimo album; dopo l'iniziale ritorno alla collaborazione con il produttore Mark Ronson, il gruppo ha chiamato in studio Mr Hudson e Nile Rodgers per completare la realizzazione del disco, intitolato "Paper Gods", e previsto per l'11 settembre 2015 per la Warner Records, che, in seguito alla liquidazione della EMI, aveva già rilevato anche l'originario catalogo musicale della band.
Il disco vide la partecipazione di John Frusciante, ex chitarrista dei Red Hot Chili Peppers, di Janelle Monae, Kiesza, Davide Rossi, e di Lindsay Lohan. Il primo singolo estratto fu Pressure Off pubblicato digitalmente in tutto il mondo dal 15 giugno 2015. Contestualmente, la band ha annunciato una serie di esibizioni in alcuni festival estivi e un certo numero di concerti successivi negli Stati Uniti e nel Regno Unito.
Nel marzo 2013 è stato anche pubblicato "Bored with Prozac and the Internet?", album di inediti per lo più strumentali composti da Rhodes e Cuccurullo nel 1996 sotto lo pseudonimo di TV Mania, e le cui registrazioni erano andate smarrite per un ventennio.  Originariamente immaginata per una pièce teatrale, l'opera preconizza gli stessi concetti poi alla base di film come The Truman Show e i Reality show televisivi.
Il 21 luglio 2014 l'Italia ha inoltre inaugurato una serie di proiezioni mondiali e limitate del film documentario "Unstaged", diretto da David Lynch. Nato dall'incontro tra la band e il regista, che aveva diretto in tempo reale il loro concerto al Mayan Theater di Los Angeles nel 2012, Unstaged è stato proiettato per tre giorni nei cinema italiani, e in seguito sul canale televisivo Sky Arte, anticipando la pubblicazione fisica del 2015.
L'11 settembre 2015 viene pubblicato il quattordicesimo album della band, Paper Gods. Il disco raggiunse, tra le altre nazioni, la posizione numero 2 in Italia, la numero 4 in Olanda, la numero 5 in Gran Bretagna e la numero 10 negli Stati Uniti. In particolare, con quest'ultimo risultato, i Duran Duran sono diventati uno dei pochi artisti nella storia della musica popolare ad avere raggiunto la Top 10 della Billboard US 200 Album Chart in tre diversi decenni (gli anni '80, '90 e '10) e uno degli artisti ad avere raggiunto la Top 20 in tutti e quattro i decenni della loro storia: per la precisione cinque album negli anni '80 (Duran Duran, Rio, Seven And The Ragged Tiger, Arena e Notorious), due album negli anni '90 (Duran Duran alias The Wedding Album e Thank You), un album negli anni '00 (Astronaut) e un album negli anni '10 (Paper Gods).

### 2018-2022: i primi quarant'anni del gruppo e il quindicesimo albumFuture Past
Nel 2018 ricorre il quarantennale dalla fondazione dei Duran Duran, ancora impegnati nei concerti del Paper Gods World Tour. In quell'anno esce There's Something You Should Know, documentario diretto da Zoe Dobson che ripercorre i principali momenti della carriera del gruppo con la partecipazione dei musicisti Boy George, Nile Rodgers e Mark Ronson, delle modelle Naomi Campbell e Cindy Crawford, dei registi Nick Egan e Russell Mulcahy, del fotografo Denis O'Regan, dello stilista Antony Price, e di Micheal Turvey, maestro di coro di Simon Le Bon. L'edizione italiana verrà trasmessa su Rai 5 e Sky Arte.
Dopo il tour, a fine settembre del 2019, John Taylor annuncia che Giorgio Moroder è tra i produttori del nuovo, quindicesimo album della band, insieme a Erol Alkan e Mark Ronson. Inizialmente previsto per il 2020, i piani per il nuovo lavoro subiscono una battuta d'arresto a causa della pandemia di COVID-19 che, tra l'altro, colpisce in forma lieve anche John Taylor e Simon Le Bon.
L'8 gennaio 2021, il gruppo partecipa a A Bowie Celebration: Just for One Day, evento streaming in tributo a David Bowie. Per l'occasione, i DD pubblicano una loro reinterpretazione del brano Five Years. Il 20 marzo Nick Rhodes pubblica The Fall of Saturn, primo di quattro album del progetto Astronomia con l'artista Wendy Bevan. Il 19 maggio viene annunciato un nuovo contratto discografico con BMG e arriva Invisible, primo estratto dal nuovo album Future Past che viene presentato in anteprima al Power Hits Estate 2021 il 31 Agosto, uscirà in tutto il mondo il 22 ottobre. Il disco vanta ospiti speciali come Graham Coxon (chitarrista dei Blur), Mike Garson (ex pianista di David Bowie), Lykke Li e altri. Il brano esordisce direttamente al #3 della classifica iTunes UK, ed è la più alta new entry della settimana anche in altri importanti paesi (Australia #12, Italia #13, USA #29).
Il gruppo si ritrova sul palco per presentare Invisible in anteprima televisiva mondiale sulla NBC ai Billboard Music Awards del 23 maggio, in collegamento dall'Hammersmith di Londra e con la presenza sul palco di Coxon. Nella scia del tradizionale spirito innovativo della band si colloca anche il video musicale di Invisible, realizzato grazie a una intelligenza artificiale artistica chiamata Huxley, a cui sono state fornite immagini della band e, seguendo il testo della canzone, ha generato un filmato dalle marcate suggestioni oniriche. Una dichiarata anteprima della filosofia di Future Past, disco che assume un ruolo storico nella discografia del gruppo poiché marca i quarant'anni dal suo debutto discografico.

### 2023-oggi: Il sedicesimo albumDanse Macabre
Il 30 agosto 2023 è stato pubblicato in versione digitale il singolo Danse Macabre come primo estratto dall'omonimo album in uscita il 27 ottobre 2023; si tratta di un lavoro a tema Halloween composto da tre nuovi brani e varie cover di altri artisti, sempre a tema macabro.
Nel 2025 torneranno in Italia a far tappa con il loro tour europeo "Summer 2025 Tour", con 2 date a Roma, al Circo Massimo il 15 e 16 giugno 2025, alla Fiera del Levante di Bari il 18 giugno 2025 e all'ippodromo di San Siro a Milano il 20 giugno 2025.
Si esibiscono come ospiti internazionali nella terza serata del Festival di Sanremo 2025, tornando alla kermesse sanremese dopo 17 anni. Sul palco dell'Ariston suonano un medley con i brani Invisible, Notorious, Ordinary world,  Girls on film e "Psycho Killer". Poi cantano "The wild Boys" e ricevono dalle mani del conduttore Carlo Conti il premio alla carriera Amici di Sanremo.

## Stile musicale
Nati sotto l'ispirazione di artisti come David Bowie e Roxy Music, sensibili alle contaminazioni con l'elettronica, e solitamente ricondotti a generi quale il new romantic, la new wave e il synth pop, i Duran Duran si sono caratterizzati per il repertorio romantico e futurista che fonde pop, rock leggero, disco e funk, facendo uso di poliritmi elettronici, un cantato pomposo e tastiere che ricreano atmosfere. Dopo gli inizi ballabili e sintetici che mantengono queste generalità, hanno virato verso uno stile più maturo come confermeranno le pubblicazioni uscite a partire dalla seconda metà degli anni ottanta.

## Lascito artistico
L'attività artistica dei Duran Duran è molto nota per la sua identità musicale, iconica per gli anni '80, con una forte componente divistica e lo sfruttamento massiccio dei mass media; in particolare della televisione, che permetteva di trasmettere musica e video contemporaneamente. Nel tempo, il gruppo ha inoltre spesso utilizzato le nuove possibilità offerte dalla tecnologia per realizzare le proprie opere.

### Musica
La band fu una delle prime a utilizzare le nuove possibilità tecniche offerte dagli strumenti elettronici per realizzare arrangiamenti complessi e multistrato, particolarmente apprezzabili nelle versioni dei brani etichettate come Night Version: si trattava di arrangiamenti alternativi dei singoli, spesso molto più lunghi degli stessi, con poche parti cantate, destinate soprattutto alle discoteche e solitamente disponibili nel lato B dei 45 giri. I Duran Duran furono fra i primi artisti, insieme ai Depeche Mode, a lavorare autonomamente sui propri remix.
Fra gli artisti che hanno dichiarato di avere subito l'influenza dei Duran Duran vi sono Beck, Jonathan Davis dei Korn, Dido, The Notorious B.I.G., Pink, Mark Ronson, Britney Spears, Gwen Stefani e Justin Timberlake oltre a gruppi come gli Arctic Monkeys, i Franz Ferdinand, i Goldfrapp, i The Killers, i Lostprophets (che devono il loro nome al titolo di una musicassetta bootleg dei Duran Duran), gli Scissor Sisters e i The Strokes. Tra gli artisti italiani, in particolare, Morgan e i Bluvertigo.

### Videoclip
I videoclip hanno avuto un ruolo di primaria importanza sia per l'identità artistica sia per il successo commerciale della band. In una intervista del 2008 al quotidiano Las Vegas Sun, Nick Rhodes ha dichiarato:
Il canale musicale MTV e la band videro il loro lancio quasi contemporaneo, e molto probabilmente il successo di entrambi è stato frutto di una fortunata, reciproca sinergia. MTV aveva intenzione di presentare musicisti carismatici, e la band si adattava perfettamente a questo ruolo grazie al look appariscente e ai videoclip girati in località bellissime ed esotiche come Sri Lanka e Antigua, creando immagini glamour radicalmente differenti dai videoclip prodotti fino a quel momento.
Altre volte i videoclip erano strutturati come dei cortometraggi con una storyline recitata dai membri della band, spesso traendo ispirazione da film e libri dell'epoca; per esempio il brano Hungry Like the Wolf si ispira a I predatori dell'arca perduta, mentre The Wild Boys all'omonimo libro di William S. Burroughs e al film Interceptor - Il guerriero della strada. Il tentativo di elevare il videoclip da prodotto promozionale a opera cinematografica è evidenziato da tecniche registiche come lo split video e dall'uso della pellicola 35 mm. La diffusione data da MTV ai Duran Duran li aiutò notevolmente a penetrare nel mercato statunitense, poco avvezzo alla musica new wave.
Undici videoclip dei Duran Duran, fra cui i celebri Rio, Hungry Like the Wolf, Save a Prayer e Is There Something I Should Know?, furono diretti da Russell Mulcahy; fra gli altri registi con cui hanno collaborato vi sono Dean Chamberlain, Ellen von Unwerth, Chen Kaige, Julien Temple, Nick Egan, Polish Brothers, Jonas Åkerlund. Il videoclip del loro singolo Invisible è stato generato da una intelligenza artificiale chiamata Huxley.
I Duran Duran sono presenti in diverse classifiche di fine secolo. In particolare la classifica MTV 100 Greatest Video Ever Made vede Hungry like the Wolf all'11º posto e Girls on Film al 68º; nella classifica VH1: 100 Greatest Videos, invece, Hungry like the Wolf è al 31º posto e Rio al 60º. MTV ha classificato Hungry Like the Wolf come il 15º video più visto di tutti i tempi.
La maggior parte dei videoclip della band è raccolta in antologie, la prima delle quali è intitolata Duran Duran e ha vinto un Grammy Award nel 1983. Il doppio DVD Greatest del 2004 comprende diverse versioni dei video più importanti; oltre al documentario Sing Blue Silver e il concerto Arena, entrambi del 1984 e ripubblicati in DVD.

### Concerti
I Duran Duran proposero per l'edizione del 1984 dello US Festival, poi non tenutasi, di collocare uno schermo video gigante situato sopra il palco, al fine di permettere una buona visione del concerto anche a chi si trovava molto indietro; la soluzione, poi diventata molto comune, era assolutamente inedita al tempo. Nel 2000 sperimentarono una tecnologia che utilizzava immagini tridimensionali generate in CGI per dare allo spettatore l'impressione di essere sul palco con la band.

## Formazione

### Formazione attuale
- Nick Rhodes – tastiera, effetti vocali, cori (1978-presente)
- John Taylor – chitarra, cori (1978-1980); basso, cori (1980–1997, 2001-presente)
- Roger Taylor – batteria, percussioni (1979–1986, 2001-presente)
- Simon Le Bon – voce (1980-presente)

### Ex componenti
- Stephen Duffy – voce, basso, batteria (1978); voce, batteria (1978-1979)
- Simon Colley – basso (1978-1980)
- Andy Wickett – voce (1979-1980)
- Alan Curtis – chitarra (1979-1980)
- Jeff Thomas – voce (1980)
- Sterling Campbell – batteria (1989-1991)
- Warren Cuccurullo – chitarra, cori (1989-1997); chitarra, basso, cori (1997-2001)
- Andy Taylor – chitarra, cori (1980-1986, 2001-2006)

### Turnisti
- Dom Brown - chitarra (2004-presente)

## Discografia

### Album in studio
- 1981 – Duran Duran
- 1982 – Rio
- 1983 – Seven and the Ragged Tiger
- 1986 – Notorious
- 1988 – Big Thing
- 1990 – Liberty
- 1993 – Duran Duran (The Wedding Album)
- 1995 – Thank You
- 1997 – Medazzaland
- 2000 – Pop Trash
- 2004 – Astronaut
- 2007 – Red Carpet Massacre
- 2011 – All You Need Is Now
- 2015 – Paper Gods
- 2021 – Future Past
- 2023 – Danse Macabre

### Album dal vivo
- 1984 – Arena
- 2005 – Live from London
- 2009 – Live at Hammersmith '82!
- 2012 – A Diamond in the Mind: Live 2011

### Raccolte
- 1989 – Decade: Greatest Hits
- 1998 – Greatest
- 2000 – The Essential Collection
- 2012 – The Biggest and the Best

### Album di remix
- 1998 – Night Versions: The Essential Duran Duran
- 1998 – Strange Behaviour

### Album demo: Duran Duran ed Andy Wickett
- 1979 part 1 (See Me, Repeat Me – Reincarnation – Girls on Film – Working the Steel)
- 1979 part 2 (Dreaming of Your Cars - Love Story - X-Disco – To The Shore)

## Principali progetti paralleli
- 1984 – Band Aid - tutti i membri della band partecipano alla registrazione del brano Do They Know It's Christmas?
- 1985 – The Power Station - con John Taylor e Andy Taylor nella band The Power Station
- 1985 – So Red the Rose - con Simon Le Bon, Nick Rhodes e Roger Taylor nella band Arcadia
- 1996 – Neurotic Outsiders - con John Taylor nella band Neurotic Outsiders
- 1996 – Living in Fear - con Andy Taylor e John Taylor nella band The Power Station
- 2002 – Dark Circles - con Nick Rhodes e Stephen Duffy nella band The Devils
- 2010 – Man Meat - con John Taylor come Swahili Blonde
- 2013 – Bored with Prozac and the Internet? - con Nick Rhodes e Warren Cuccurullo nella band TV Mania
- 2021 – Tetralogia discografica Astronomia di Nick Rhodes e Wendy Bevan
  - 2021 - Astronomia I: The Fall of Saturn
  - 2021 - Astronomia II: The Rise of Lyra

## Tournée
- 1981 - Faster Than Light Tour
- 1981 - Careless Memories Tour
- 1982 - Rio Tour
- 1983-1984 - Sing Blue Silver Tour
- 1987-1988 - Strange Behaviour Tour
- 1988 - Secret Caravan Club Tour
- 1988-1989 - Big Live Thing Tour (anche noto come The Electric Theatre Tour)
- 1993 - An Acoustic Evening with Duran Duran
- 1993-1994 - Dilate Your Mind Tour
- 1995 - Thank You Tour
- 1997 - Ultra Chrome, Latex and Steel Tour
- 1998 - Greatest and Latest Tour
- 1999 - Let It Flow Tour
- 2000 - Pop Trash Tour
- 2001 - Up Close and Personal Tour
- 2003-2004 - The Reunion Tour
- 2005-2006 - Astronaut Tour
- 2007-2008 - Red Carpet Massacre Tour
- 2009 - Summer Tour
- 2011-2012 - The All You Need Is Now Tour
- 2015-2017 - Paper Gods Tour
- 2022 - (in corso) Future Past Tour

## Riconoscimenti
- 2 Grammy Award (1984)
- 2 Brit Award (1985) (2004)
- 2 Ivor Novello Award (1994, 2005)
- Hollywood walk of fame (1993)
- 1 MTV Lifetime Achievement Award (2003)
- 1 Q Lifetime Achievement Award (2003)
- 1 BAFTA Outstanding Contribution To Music Award (2004)
- 1 MTV Video Visionary Award (2015)
- 1 Golden Note Award (ASCAP) (2016)
- Rock Hall of Fame (2022)
- Premio alla carriera Amici di Sanremo (2025)

## Etichette discografiche
- 1980–1998: Parlophone / EMI / Capitol
- 1999–2001: Hollywood Records
- 2004–2009: Epic Records
- 2009–2012: Tape Modern / Edel Music (dal 2009 i Duran Duran pubblicarono sotto la propria etichetta, la Tape Modern, distribuendo i propri lavori in accordo con case discografiche diverse da Paese a Paese. Per l'Italia essa venne operata da Edel Music).
- 2015–2021: Warner Music
- 2021: BMG

## Diffusione nella cultura di massa
I Duran Duran, essendo una delle band più note del pianeta, è spesso presente o citata, sia con le canzoni che con l'immagine, in varie opere della cultura mondiale.
In Italia, nel 1986, è stato prodotto il film Sposerò Simon Le Bon,  diretto da Carlo Cotti. È tratto dall'omonimo romanzo di Clizia Gurrado, pubblicato nell'ottobre 1985, sotto forma di diario della sedicenne Clizia, che racconta il suo amore per la band e in particolare per il suo leader Simon Le Bon.
Nel film Thor: Ragnarok (2017), l'attore Mark Ruffalo, che interpreta il personaggio di Bruce Banner / Hulk indossa per buona parte del film una maglietta con l'immagine di copertina dell'album Rio della band.
L'LP di  Rio appare anche nella scena del film Oblivion in cui il protagonista, Jack Harper (interpretato da Tom Cruise), sceglie il disco da ascoltare.

Nel film Un amore per caso (Man Up), regia di Ben Palmer (2015), gli attori Simon Pegg e Lake Bell si esibiscono in un ballo sulle note della canzone The Reflex.
https://www.youtube.com/watch?v=gsYcnpq1HBc
La canzone del 2015 "Hey Everybody!" della band australiana 5 Seconds of Summer  contiene un estratto dalla canzone "Hungry Like the Wolf" dei Duran Duran, e per questo motivo la band è stata costretta ad inserire una citazione nei crediti della canzone.
Nella serie tv Glee la canzone "Girls on film" ha prestato il suo nome all'episodio 15 della quarta stagione "Girls (and Boys) On Film", anche se una cover della canzone stessa è stata interpretata soltanto nell'episodio 20 della quinta stagione "Traguardi".
La canzone Save a Prayer 
è apparsa nella serie televisiva britannica Sex Education (stagione 3, episodio 2) La stessa canzone è stata coverizzata e utilizzata come sampler decine di volte. Tra queste le più importanti sono state quelle del gruppo Eagles of Death Metal e del duo musicale inglese Shut Up and Dance che ha campionato in modo prominente "Save a Prayer" nella loro canzone "Save It 'til the Mourning After"
Anche la canzone Rio è stata utilizzata tante volte. Ad esempio è citata nel testo della hit numero uno nel Regno Unito del 2005 degli Arctic Monkeys, "I Bet You Look Good on the Dancefloor". La presentatrice comica Ellen Degeneres nel suo talk show di lunga durata "Ellen" ha realizzato una parodia del iconico video originale.